# تمويل الفرص
تمويل الفرص هي مجموعة مظلة وطنية مقرها في فيلادلفيا  تابعة لمؤسسة مالية لتنمية المجتمع تأسست في 1995. وتعرف أيضا بانها فئة من التمويل الذي يساعد الأشخاص والمجتمعات خارج هوامش التمويل التقليدي السائد على الانضمام إلى المجال الاقتصادي  الاتجاه السائد - ويساعد التيار الاقتصادي السائد على دخول أسواق الفرص الناشئة. ترتبط ارتباطًا وثيقًا بالتمويل الأصغر، ولكنها تميل إلى الحدوث على نطاق أوسع وتهتم بشكل أكثر بالمزايا الاجتماعية.
اكتسب مفهوم تمويل الفرص زخمًا متزايدًا في السنوات الأخيرة، سواء من الحركات السياسية أو الضرورة الاقتصادية. أدى المناخ الاقتصادي الحالي في الولايات المتحدة إلى زيادة الطلب على التمويل الإبداعي حتى بالنسبة للشركات الراسخة، حيث أصبح من الصعب الحصول على القروض المصرفية التقليدية للمنظمات غير الربحية والشركات الصغيرة بعد انهيار السوق في خريف عام 2008. على الرغم من أن مفهوم تمويل الفرصة قابل للتطبيق في جميع أنحاء العالم، إلا أن دلالات ريادة الأعمال لهذا المصطلح تجعله أكثر شيوعًا للتطبيق على المبادرات داخل الولايات المتحدة.
تمويل الفرص والمؤسسات المالية لتنمية المجتمع
المؤسسات المالية لتنمية المجتمع هي كيانات تمويلية غير حكومية (مثل البنوك وصناديق القروض) وتتمثل مهمتها الأساسية في تنمية المجتمع، وخدمة السوق المستهدفة، وتقديم خدمات التنمية، والبقاء تحت المساءلة أمام مجتمعاتها. بعض من الجوائز لتمويل الفرص متاحة لمؤسسات التمويل العقاري فقط.